# T ドンハット居住センター
T ドンハット居住センター（T. Don Hutto Residential Center、前T. Don Hutto Family Residential Facility）は、アメリカ合衆国テキサス州テイラーに位置する、移住者収容所。

## 概要
- 管轄・運営：アメリカ合衆国移民・関税執行局（U.S. Immigration and Customs Enforcement, ICE）との契約のもと、CoreCivic（民間企業）が運営[1][2]
- 最大収容人数：490
- 収容者の過半数が中南米出身

## 略史
- 2006年5月、開設[3]
- 2007年3月、アメリカ自由人権協会（ACLU）は、収容所内の環境が合衆国基準を満たしていないと述べる10名の青少年の被収容者に代わり施設を告訴。
- 2007年8月、ACLUは、施設環境の著しい改善が見られたとして和解[4]。
- 2008年3月・4月、ACLU、ラテンアメリカ市民連盟（英語版）が訪問。
- 2009年9月、女性被収容者のみの施設として運営開始。家族被収容者は、バーク家族居住センター（Berks Family Residential Center、ペンシルバニア州）に移送[5][6]。

## 参照
1. ↑  “Facility Locations List”.   Corrections Corporation of America. 2007年11月11日時点のオリジナルよりアーカイブ。2007年12月6日閲覧。
2. ↑  Don Hutto Family Residential Facility
3. ↑  "The ICE T. Don Hutto Family Residential Facility: maintaining family unity, enforcing immigration laws." en:U.S. Immigration and Customs Enforcement. April 2007. Retrieved on April 20, 2009.
4. ↑  “Landmark Settlement Announced in Federal Lawsuit Challenging Conditions at Immigrant Detention Center in Texas”.   American Civil Liberties Union (2007年8月27日). 2007年12月6日閲覧。
5. ↑  Final families removed from T. Don Hutto facility[リンク切れ]
6. ↑  ICE Detention Reform Fact Sheet